# رؤیای تب‌آلود
رویای تب‌آلود (به انگلیسی: Fevre Dream) رمانی به قلم جورج آر. آر. مارتین است. این رمان اولین بار در سال ۱۹۸۲ توسط انتشارات پوسیدون به چاپ رسید. داستان این رمان در ابتدای سال ۱۸۵۷ در امتداد رود می‌سی‌سی‌پی اتفاق می‌افتد. عدهٔ زیادی این رمان را یکی از سه رمان خون‌آشامی برتر تاریخ نامیده‌اند. این رمان در سال ۱۹۸۳ نامزد دریافت جوایز لوکاس و جایزهٔ جهانی فانتزی شد. 
رمان رویای تب‌آلود در سال ۱۳۹۲ توسط میلاد فشتمی ترجمه گشته و توسط نشر بهنام منتشر شد.